# ГАЗ-31105
ГАЗ-31105 "Волга" — це легковий автомобіль Е класу сімейства "Волга" в 4-дверному кузові седан, що виготовлявся на Горківському автомобільному заводі з 2004 по 2009 роки.

## Історія моделі

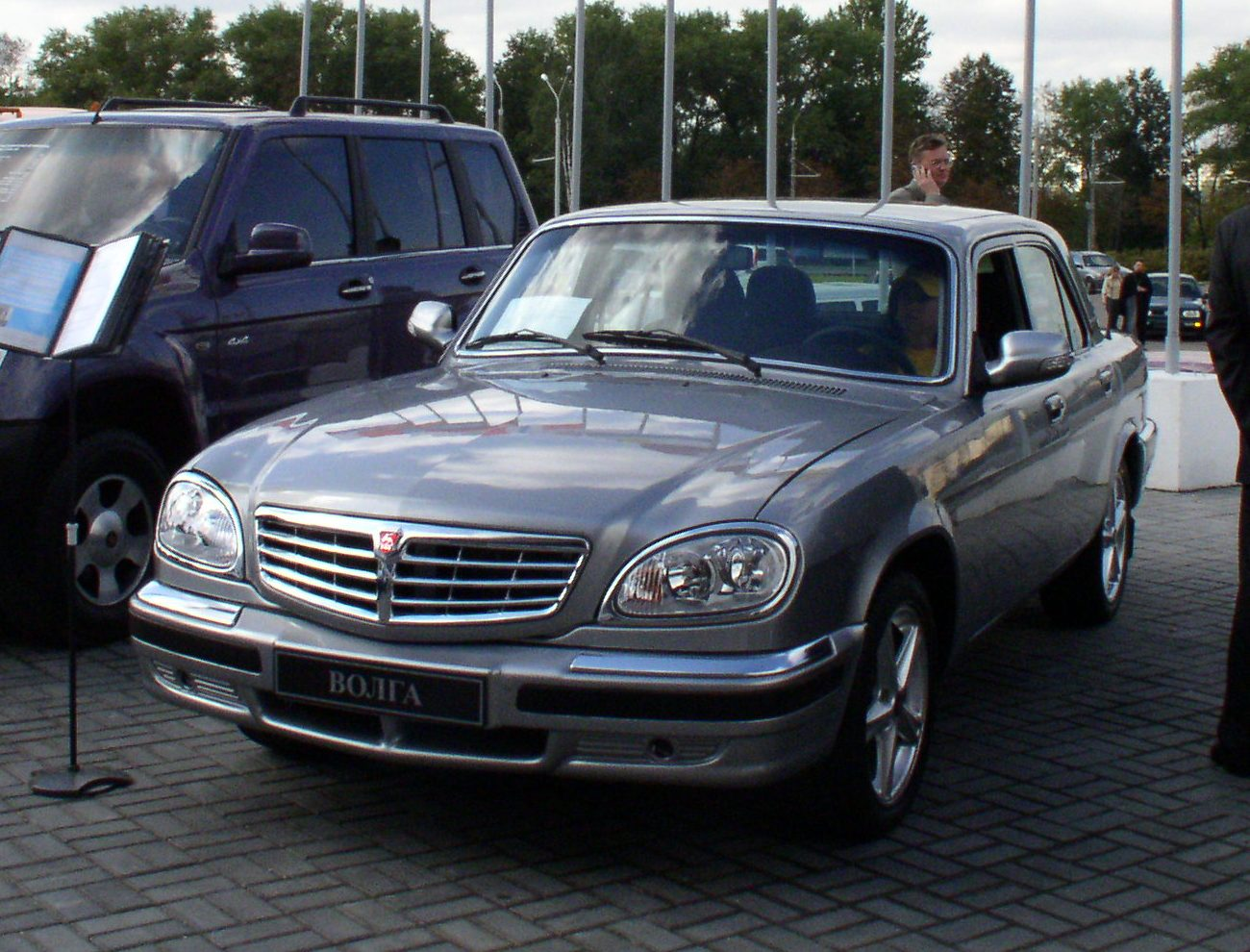
ГАЗ 31105 "Волга" після фейсліфту (2007-2009)

ГАЗ-31105 вперше представлена російською автомобільною компанією ГАЗ (Горьковський автомобільний завод) у 2004 році. Автомобіль ГАЗ-31105 є модернізованою версією моделі ГАЗ-3110, яка випускалася до 2005 року. Автомобіль отримав оновлену зовнішність. До змін екстер'єру можна віднести нові округлі фари (замість колишніх прямокутної форми), а також нові передні крила, капот, передній бампер і решітку радіатора.
Спочатку для моделі ГАЗ-31105 було запропоновано три варіанти двигунів: бензиновий карбюраторний двигун ЗМЗ-4021 об'ємом 2.5 літра; бензиновий інжекторний двигун ЗМЗ-4062.10 об'ємом 2.3 літра; і турбодизельний силовий агрегат ГАЗ-560 об'ємом 2.4 літра. А з 2006 року автомобілі стали оснащуватися двигуном Chrysler DOHC об'ємом 2.4 літра від американської компанії Daimler-Chrysler. Потужність такого силового агрегату становить 137 кінських сил. Що стосується трансмісії, то тут встановлюється вдосконалена 5-ступінчаста механічна коробка передач з принципово новою конструкцією двоконусних синхронізаторів і новими жорсткими виделками включення передач, забезпечують безшумний контакт з муфтою перемикання. За рахунок застосування високоякісних кулькових підшипників і конічних роликових підшипників істотно підвищилася довговічність і тримкість коробки передач. Таке оснащення дозволило збільшити максимальну швидкість седана до 175 км / год і при цьому розгін до 100 км / год займає не більше 11 секунд.
Незалежна передня підвіска автомобіля ГАЗ-31105 тепер бесшкворнева (кульові опори, які на відміну від складної шкворневої конструкції не вимагають «шприцювання» підвіски) на поперечних важелях з пружинами, телескопічними амортизаторами і стабілізатором поперечної стійкості. Задня у свою чергу залежна ресорна з амортизаторами також стала оснащуватися стабілізатором поперечної стійкості, завдяки чому вдалося зменшити поперечний крен кузова при проходженні поворотів, а також надлишкову поздовжню податливість ресор і динамічні поздовжні коливання заднього моста при прискореннях, гальмуваннях і переїзді автомобіля через дорожні нерівності. Гальмівна система автомобіля має у своєму складі вентильовані дискові передні і барабанні задні гальма.
Салон ГАЗ-31105 став ще комфортнішим, ніж у моделі ГАЗ-3110. За рахунок нового зниженого профілю подушок передніх сидінь збільшено корисний простір в отворах передніх дверей. Самі ж передні сидіння дуже зручні з вираженою бічною підтримкою, яка не дозволяє водієві перевтомлюватися за кермом. З червня 2007 року ГАЗ-31105 оснащують новим інтер'єром, який розроблений за участю німецьких дизайнерських ательє. У число поліпшень салону входять: регульована рульова колонка, нова панель приладів з інтегрованим силовим каркасом; пульт управління електросклопідіймачів; «джойстик» регулювань зовнішніх дзеркал.
Варто зауважити, що з 2006 року в малих обсягах випускається «VIP» версія моделі ГАЗ-31105 під маркуванням ГАЗ-311055 з подовженою на 300 мм колісною базою і подовженими на 150 мм дверима.
Виробництво автомобіля ГАЗ-31105 припинили 2009 роком.